# Don't Leave Me This Way
Don't Leave Me This Way est une chanson écrite par Kenneth Gamble, Leon Huff et Cary Gilbert. Elle fut un succès pour ses différents interprètes, Harold Melvin & the Blue Notes (1975), Thelma Houston (1976), Jeanie Tracy (1985) et The Communards (1986)
Le titre est n°1 aux États-Unis en avril 1977 (Billboard Hot 100), et la version des Communards reste n°1 en Angleterre  durant 4 semaines en 1986. 
Elle fut adaptée en français par Sylvie Vartan sous le titre Ne pars pas comme ça (2LP live au Palais des congrès, 1977).
Le titre fut aussi remixé par le DJ Bakermat sous le nom de Baby (Be Yourself /B1 1197839008, 2017)

## Dans la culture populaire
La chanson est utilisée dans plusieurs films et séries :
Elle apparait en 1977 dans le film A la recherche de Mister Goodbar de Richard Brooks, en 2013 dans le film American Bluff de David O. Russell, en 2015 dans le film Seul sur Mars de Ridley Scott et en 2019 dans le film Extremely Wicked, Shockingly Evil and Vile.
Elle apparaît également dans la saison 4 de la série Six Feet Under, l'épisode 1 de la saison 16 d'American Dad! et dans l'épisode 5 de la première saison de la série Everything's Gonna Be Okay.